# Phil Brown (attore)
Phil Brown, all'anagrafe Philip Mortimer Brown (Cambridge, 30 aprile 1916 – Woodland Hills, 9 febbraio 2006), è stato un attore statunitense celebre per la sua interpretazione di Owen Lars, zio di Luke Skywalker, nel film Guerre stellari (1977).

## Biografia
Nato a Cambridge (Massachusetts), si laureò in arte drammatica presso la Stanford University, dove fu membro della confraternita Beta Theta Pi. Interpretò i suoi primi ruoli quando entrò a far parte del Group Theatre di New York. Successivamente, lui e altri veterani del gruppo teatrale raggiunsero Hollywood, dove Brown lavorò nel cinema durante gli anni quaranta e contribuì a fondare l'Actors' Laboratory Theatre. Nel 1946 interpretò Nick Adams, il protagonista del racconto The Killers di Ernest Hemingway, nella versione diretta da Robert Siodmak e intitolata in italiano I gangsters, al fianco di William Conrad e Charles McGraw nei principali ruoli del titolo.
I suoi trascorsi professionali con il Laboratory compromisero il prosieguo della sua carriera. Alla fine degli anni quaranta alcuni suoi membri finirono nel mirino dell' House Un-American Activities Committee (HUAC). Anche se non era comunista, Brown entrò nella lista nera nel 1952, e alla fine fu costretto a trasferirsi con la sua famiglia in Inghilterra, dove rimase tra il 1953 e il 1993. In Europa riprese a recitare sul palcoscenico, sul piccolo schermo e al cinema, lavorando anche come regista per il teatro e la TV. Il suo ruolo più noto è probabilmente quello di Owen Lars, lo zio di Luke Skywalker, nel celebre Guerre stellari (1977). Brown morì di polmonite il 9 febbraio 2006, all'età di 89 anni.

## Filmografia parziale

### Cinema
- I cavalieri del cielo (I Wanted Wings), regia di Mitchell Leisen (1941)
- Il molto onorevole Mr. Pulham (H.M. Pulham, Esq.), regia di King Vidor (1941)
- Calling Dr. Gillespie, regia di Harold S. Bucquet (1942)
- Anni impazienti (The Impatient Years), regia di Irving Cummings (1944)
- Festa d'amore (State Fair), regia di Walter Lang (1945)
- Addio vent'anni (Over 21), regia di Charles Vidor (1945)
- California Express (Without Reservations), regia di Mervyn LeRoy (1946)
- I gangsters (The Killers), regia di Robert Siodmak (1946)
- A sangue freddo (Johnny O'Clock), regia di Robert Rossen (1947)
- Tutti conoscono Susanna (If You Knew Susie), regia di Gordon Douglas (1948)
- L'isola del desiderio (The Luck of the Irish), regia di Henry Koster (1948)
- La luna sorge (Moonrise), regia di Frank Borzage (1948)
- Vendico il tuo peccato (Obsession), regia di Edward Dmytryk (1949)
- Un re a New York (A King in New York), regia di Charlie Chaplin (1956)
- L'isola dei disperati (The Camp on Blood Island), regia di Val Guest (1958)
- Il grande capitano (John Paul Jones), regia di John Farrow (1959)
- Stato d'allarme (The Bedford Incident), regia di James B. Harris (1965)
- Operazione Aquila (Operation Cross Eagles), regia di Richard Conte (1968)
- Bruciatelo vivo! (Land Raiders), regia di Nathan Juran (1969)
- Io sono Valdez (Valdez Is Coming), regia di Edwin Sherin (1971)
- Un magnifico ceffo da galera (Scalawag), regia di Kirk Douglas (1973)
- Una romantica donna inglese (The Romantic Englishwoman), regia di Joseph Losey (1975)
- La Pantera Rosa sfida l'ispettore Clouseau (The Pink Panther Strikes Again), regia di Blake Edwards (1976)
- Ultimi bagliori di un crepuscolo (Twilight's Last Gleaming), regia di Robert Aldrich (1977)
- Guerre stellari (Star Wars), regia di George Lucas (1977)
- Uomini d'argento (Silver Bears), regia di Ivan Passer (1977)
- Superman, regia di Richard Donner (1978)
- Charlot (Chaplin), regia di Richard Attenborough (1992)

### Televisione
- The Adventures of the Scarlet Pimpernel – serie TV, episodio 1x09 (1956)
- Colonnello March (Colonel March of Scotland Yard) – serie TV, episodi 1x01-1x03 (1956)
- Bonanza – serie TV, episodio 12x01 (1970)
- Gli invincibili (The Protectors) – serie TV, episodio 1x06 (1972)
- Maneaters Are Loose!, regia di Timothy Galfas – film TV (1978)
- Le sconfitte di un vincitore: Winston Churchill 1928-1939 (Winston Churchill: The Wilderness Years) – miniserie TV, 2 puntate (1981)
- Johnny Kapahala - Cavalcando l'onda (Johnny Kapahala: Back on Board) – film TV, regia di Eric Bross (2007)

## Doppiatori italiani
Nelle versioni in italiano delle opere in cui ha recitato, Phil Brown è stato doppiato da:
- Roberto Gicca ne I gangsters
- Gianfranco Bellini in Un re a New York
- Roberto Villa in Bruciatelo vivo!
- Manlio Busoni in Io sono Valdez
- Giampiero Albertini in Guerre stellari